# 1-888-Oiseaux
 (février 2015).
Si vous disposez d'ouvrages ou d'articles de référence ou si vous connaissez des sites web de qualité traitant du thème abordé ici, merci de compléter l'article en donnant les références utiles à sa vérifiabilité et en les liant à la section « Notes et références ».
1-888-OISEAUX était un magazine télévisuel québécois portant sur l'ornithologie.
Le magazine a été diffusé à la télévision de Radio-Canada et à RDI de juin 2001 à juillet 2008, à raison de 10 épisodes par saison. Le concepteur de l'émission est le cadreur André Boulianne, qui en est également le réalisateur et le producteur par le biais de sa maison de production, Les Productions du Grand Fleuve. Aucun nouvel épisode n'est en production en ce moment.

## Historique
L'idée de la série vient d'André Boulianne, cadreur et réalisateur de télévision de Rimouski. En 1995, passionné d'ornithologie, André propose l'idée de l'émission à plusieurs diffuseurs, mais ces derniers sont réticents. Alors, sans se décourager, il réserve le numéro de téléphone 1-888-OISEAUX (1-888-647-3289) qui donnera son titre à l'émission.
Enfin, en 2000, la société Radio-Canada se montre intéressée par le projet. En juin 2001, le premier épisode est produit. Marie-Josée Lavoie anime la première saison (2001-2002), tandis que Geneviève Bouffard animera les sept autres (2002-2008). Après huit saisons, la série est retirée de l'antenne. Peu après, André Boulianne changera de domaine d'activité, délaissant ainsi la télévision pour le documentaire.

## Synopsis
Le magazine 1-888-OISEAUX se distingue des autres magazines animaliers, parce qu'il est tourné en extérieur. Avec l'aide d'experts, le téléspectateur apprend l'art d'observer les oiseaux et reconnaître les oiseaux du Québec. Chaque épisode prend fin avec la sérénade de Toselli.

## Animation
- Marie-Josée Lavoie (2001-2002)
- Geneviève Bouffard (2002-2008)

## Équipe de production
- Production : Les Productions du Grand Fleuve
- Producteur : André Boulianne
- Réalisateur : André Boulianne
- Chroniqueurs : Jean-Philippe Gagnon et Gilles Lacroix
- Chroniqueur ornithologue expert : André Cyr durant les 7 premières saisons
- Collaborateurs : Jean-Sébastien Guenette, Mario Saint-Georges
- Cadreur : Denis Rousseau
- Images additionnelles : André Boulianne
- Preneur de son : Yannick Émond
- Monteur : Carol Voyer (pour Radio-Canada Rimouski)
- Recherchiste : Geneviève B. Genest
- Thème d'ouverture composé par Jean-Pierre Pineau
- Enregistrement du thème d'ouverture au Studio Héri-Son à Rimouski
- Thème de fermeture : la Sérénade de Toselli (utilisé avec permission)
- Concepteur du logo et générique d'ouverture : Éric Morneau
- Superviseurs scientifiques : Suzanne Brûlotte, André Cyr, Camille Dufresne, Rosaire Pelletier, Rita Saint-Laurent
- Produit en collaboration avec la Société Radio-Canada et RDI, et avec la participation financière du Gouvernement du Québec (Crédits d'impôt cinéma et télévision - Gestion SODEC) et du Gouvernement du Canada (Crédits d'impôt pour film ou vidéo canadien).